# Cândido Firmino de Mello-Leitão
Cândido Firmino de Mello-Leitão (Campina Grande, 17 de julio de 1886 - Río de Janeiro, 14 de diciembre de 1948) fue un zoólogo brasileño, considerado el fundador de la Aracnología en América del Sur: 198 artículos publicados por el hablan sobre la taxonomía de los arácnidos. Él también estuvo implicado en la educación, escribió libros para los cursos universitarios y ha contribuido a la biogeografía, con estudios sobre la distribución de los arácnidos en el continente sudamericano.

## Biografía
Cândido Firmino de Mello-Leitão nació en la granja Cajazeiras, en Campina Grande, Paraíba, hijo del coronel Cándido y D. Fermín Jacundá de Mello Leitao. Sus padres eran agricultores y tenían un total de dieciséis niños.
El zoólogo vivió la mayor parte de su vida en Pernambuco, y su primer trabajo fue en zoología en 1913, en la Facultad de Agronomía y Medicina Veterinaria en el Piraí, estado de Río de Janeiro, donde fue profesor de Zoología General y Sistemática. En 1915 publicó su primer trabajo taxonómico, con la descripción de algunos géneros y especies de arañas en Brasil. También ha producido mucha información taxonómica sobre los Opiliones, Solifugae, Amblypygi, Uropygi y pequeños pedidos de los arácnidos. Entre las muchas especies descubiertas e investigadas por el zoólogo esta la Lasiodora parahybana, descubierta y descrita en 1917 en las cercanías de Campina Grande.
Mello Leitao fue nombrado director de Zoología en el Museo Nacional en abril de 1931, cargo que mantuvo hasta diciembre de 1937. Recibió muchos honores y premios, y también fue elegido o nombrado para los puestos más destacados en toda su carrera. Fue presidente de la Academia Brasileña de Ciencias de 1943 a 1945.
El 6 de junio de 1949 su amigo Augusto Ruschi abrió el Museo de Biología de Mello Leitao, en Santa Teresa, Espírito Santo.
El Prêmio Melo-Leitão lleva el nombre de él y es entregado por la Academia Brasileña de Ciencias.

## Contribuciones a la taxonomía de los arácnidos
La siguiente lista contiene especies de arañas descubierto, estudiadas y bautizadas por el zoólogo, y la fecha y el país donde fueron descubiertas:
- Avicularia ancylochira, 1923 — Brasil
- Avicularia bicegoi, 1923 — Brasil
- Avicularia cuminami, 1930 — Brasil
- Avicularia juruensis, 1923 — Brasil
- Avicularia nigrotaeniata, 1940 — Guyana
- Avicularia palmicola, 1945 — Brasil
- Avicularia pulchra, 1933 — Brasil
- Avicularia taunayi, 1920 — Brasil
- Iridopelma zorodes, 1926 — Brasil
- Catumiri argentinense, 1941 — Chile, Argentina
- Hemiercus proximus, 1923 — Brasil
- Tapinauchenius violaceus, 1930 — Guyana Francesa, Brasil
- Acanthoscurria chiracantha, 1923 — Brasil
- Acanthoscurria cunhae, 1923 — Brasil
- Acanthoscurria gomesiana, 1923 — Brasil
- Acanthoscurria juruenicola, 1923 — Brasil
- Acanthoscurria melanotheria, 1923 — Brasil
- Acanthoscurria parahybana, 1926 — Brasil
- Acanthoscurria paulensis, 1923 — Brasil
- Acanthoscurria rhodothele, 1923 — Brasil
- Acanthoscurria rondoniae, 1923 — Brasil
- Acanthoscurria violacea, 1923 — Brasil
- Cyclosternum garbei, 1923 — Brasil
- Cyriocosmus fasciatus, 1930 — Brasil
- Cyrtopholis zorodes, 1923 — Brasil
- Eupalaestrus spinosissimus, 1923 — Brasil
- Grammostola inermis, 1941 — Argentina
- Grammostola porteri, 1936 — Chile
- Grammostola pulchra, 1921 — Brasil
- Hapalopus nigriventris, 1939 — Venezuela
- Hapalopus nondescriptus, 1926 — Brasil
- Hapalotremus cyclothorax, 1923 — Brasil
- Hapalotremus exilis, 1923 — Brasil
- Hapalotremus muticus, 1923 — Brasil
- Hapalotremus scintillans, 1929 — Brasil
- Homoeomma hirsutum, 1935 — Brasil
- Homoeomma montanum, 1923 — Brasil
- Homoeomma uruguayense, 1946 — Uruguay, Argentina
- Lasiodora acanthognatha, 1921 — Brasil
- Lasiodora citharacantha, 1921 — Brasil
- Lasiodora cristata, 1923 — Brasil
- Lasiodora cryptostigma, 1921 — Brasil
- Lasiodora difficilis, 1921 — Brasil
- Lasiodora dolichosterna, 1921 — Brasil
- Lasiodora dulcicola, 1921 — Brasil
- Lasiodora erythrocythara, 1921 — Brasil
- Lasiodora fracta, 1921 — Brasil
- Lasiodora itabunae, 1921 — Brasil
- Lasiodora lakoi, 1943 — Brasil
- Lasiodora mariannae, 1921 — Brasil
- Lasiodora parahybana, 1917 — Brasil
- Lasiodora pleoplectra, 1921 — Brasil
- Lasiodora sternalis, 1923 — Brasil
- Lasiodora subcanens, 1921 — Brasil
- Phormictopus australis, 1941 — Argentina
- Phormictopus ribeiroi, 1923 — Brasil
- Plesiopelma insulare, 1923 — Brasil
- Plesiopelma minense, 1943 — Brasil
- Plesiopelma physopus, 1926 — Brasil
- Plesiopelma rectimanum, 1923 — Brasil
- Proshapalopus anomalus, 1923 — Brasil
- Proshapalopus multicuspidatus, 1929 — Brasil
- Sericopelma fallax, 1923 — Brasil
- Vitalius dubius, 1923 — Brasil
- Vitalius roseus, 1923 — Brasil
- Vitalius sorocabae, 1923 — Brasil
- Vitalius vellutinus, 1923 — Brasil
- Vitalius wacketi, 1923 — Brasil

## Lista de trabajos aracnológicos
- Kury, A.B. & Baptista, Renner L.C., 2004. Arachnological papers published by Cândido Firmino de Melo-Leitão (Arachnida). Publicações Avulsas do Museu Nacional, Río de Janeiro, 105: 1-17. [Dato de publicación: octubre de 2004]. PDF

## Abreviatura (zoología)
La abreviatura Mello-Leitão  se emplea para indicar a Cândido Firmino de Mello-Leitão como autoridad en la descripción y taxonomía en zoología.